# Nils van der Poel
Nils van der Poel (født 25. april 1996 i Trollhättan, Sverige) er en svensk skøjteløber.
Poel vandt hans første olympiske guldmedaljer ved Vinter-OL 2022 i Beijing, i henholdsvis  5000 meter-konkurrencen for herrerne og guld i 10000 meter-konkurrencen. Ved samme lejlighed lavede han en ny olympisk rekord på 5000 meteren med en tid på 6:08.84, hvilket slog den tidligere 34 årige rekord fra landsmanden Tomas Gustavfson og senere også på 10000 meter-konkurrencen.